# Il colosso
Il colosso (El Coloso) è un dipinto a olio su tela eseguito probabilmente da Francisco Goya o da Asensio Julià intorno al 1808, oggi custodito al museo del Prado di Madrid.

## Storia
È sconosciuta la data d'esecuzione de Il colosso, anche se si suppone che Goya l'abbia realizzato intorno al 1808, anno di inizio della sanguinosa guerra d'indipendenza spagnola di cui il dipinto sembra preludere le atrocità; una citazione del dipinto nell'inventario di casa Goya nel 1812, inoltre, ci indica che l'opera fu realizzata prima di tale data. 
Il colosso, inizialmente custodito da Javier Goya, dopo varie peregrinazioni giunse a Pedro Fernández Durán, il quale nel 1931 ne fece dono alla galleria del Prado, presso la quale l'opera trovò la sua collocazione definitiva. Persistono, tuttavia, alcuni dubbi sull'effettiva paternità del quadro, che secondo alcuni studi non sarebbe da ricondurre al Goya bensì ad un suo allievo, forse Asensio Julià, come sembrerebbe emergere dalla firma posta in basso a sinistra, «AJ».
Il dibattito quindi è ancora aperto.

## Descrizione

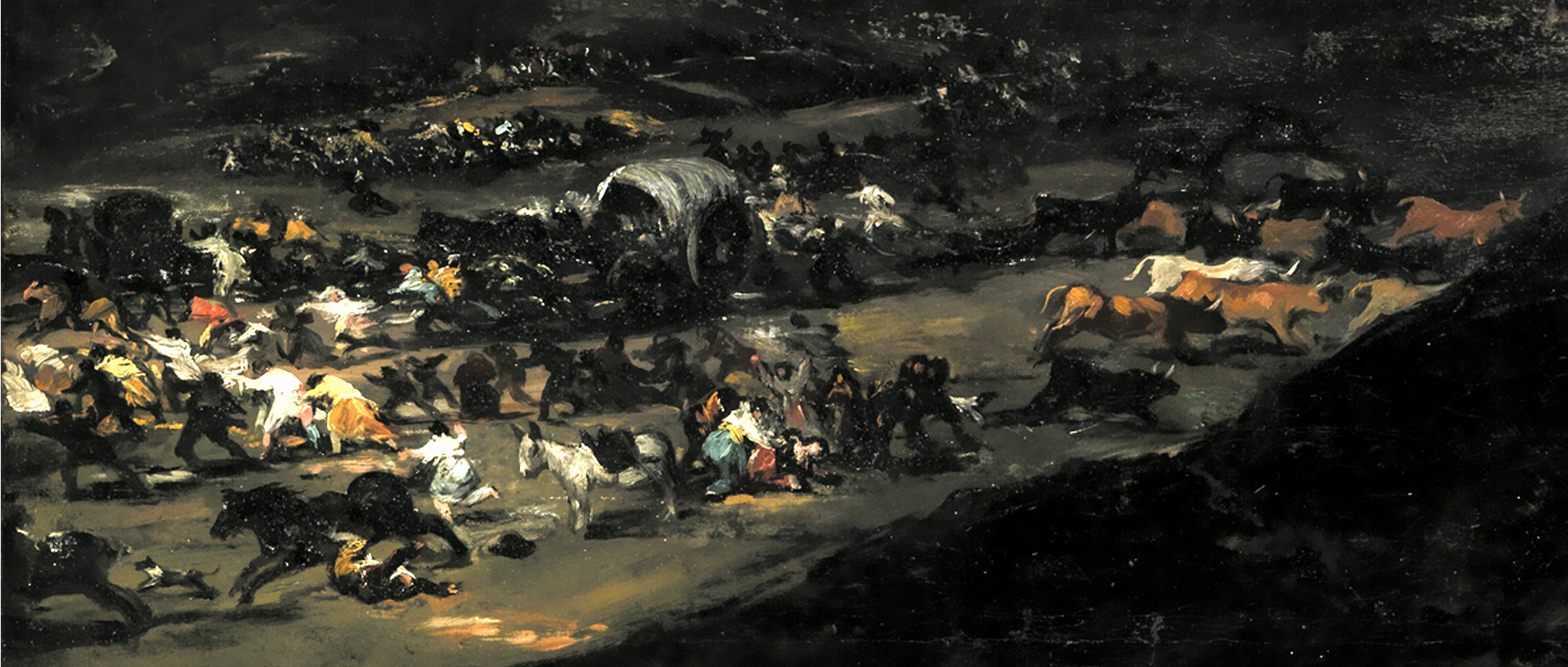
Dettaglio della popolazione in fuga

Il colosso è uno dei quadri goyeschi più enigmatici. Raffigura un intero popolo che fugge in modo frenetico e vorticoso da un pericolo imminente e mortale: a far parte di questo esodo improvviso vi sono un branco di grosse bestie che, ormai non più impedite dal recinto, fuggono dai mandriani, ma anche una colonia di sfollati alla deriva con masserizie al seguito, e altre persone che implorano aiuto, consapevoli che ogni attimo per sfuggire da quel rischio immane potrebbe rivelarsi vitale. C'è chi, colto da un improvviso malessere fisico, tracolla, e vi è persino un cavaliere disarcionato. A destra, infine, notiamo un piccolo villaggio addormentato, ormai inadatto per proteggere i suoi abitanti. L'unico essere vivente a non curarsi del pericolo imminente è un asino, simbolo dell'ignoranza e caparbietà umana.
Le cause di quest'apocalisse, tuttavia, sono ignote. Nel cielo, tuttavia, possiamo notare una figura improvvisa e abnorme: si tratta di un colosso nudo, barbuto e devastato dalla furia, come si può notare dagli occhi chiusi per la collera e dai pugni chiusi in modo minaccioso. Si potrebbe rintracciare proprio nel gigante il motivo di tanta disperazione, e in questo caso vi andrebbe letta una metafora del potere assolutista, del conflitto bellico scoppiato con la Francia o anche dell'insensibilità dell'uomo moderno verso la natura. Potrebbe darsi, tuttavia, che il colosso in realtà stia proteggendo la popolazione in fuga da un nemico che non riusciamo a vedere, situato oltre le colline: ad avallare questa tesi vi è la posizione stessa del gigante, che non attacca il popolo inerme bensì gli dà le spalle, o meglio lo protegge, e l'esistenza di un poema di Juan Bautista Arriaza, Profecía del Pirineo (1808). dove si narra proprio di un colosso di statura e forza straordinaria, vero e proprio nume tutelare della Spagna, che emerge dalle montagne e si confronta con l'invasione napoleonica.

## Influenze
Il regista messicano Guillermo del Toro ha affermato di essersi ispirato a questo dipinto per la realizzazione delle battaglie tra Mecha e Kaijū, presenti nel suo film Pacific Rim.